# Simon Sia
Pour les articles homonymes, voir Sia.
Simon Bintangor Sia, né vers 1960, est un homme d'affaires et homme politique papou-néo-guinéen.

## Biographie
Originaire de Malaisie et ayant suivi un enseignement supérieur aux États-Unis, il émigre en Papouasie-Nouvelle-Guinée dans les années 1990 et s'établit comme entrepreneur à Goroka,. À partir de 1995 il est le propriétaire ou le directeur d'une diversité d'entreprises dans des domaines couvrant l'immobilier, le bâtiment, l'investissement, la grande distribution, la location de voitures ou encore l'exportation de café,. À partir de 2004, il est le principal sponsor, via sa société de grande distribution Bintangor Trading, du club de rugby à XIII de Goroka, club dont il devient le propriétaire,,.
Il obtient la nationalité papou-néo-guinéenne en mai 2012, juste à temps pour être candidat au poste de gouverneur de la province des Hautes-Terres orientales aux élections de 2012. La campagne est tendue en raison de remarques faites en 2009 par le gouverneur sortant Malcolm Smith Kela qui, à la suite d'émeutes anti-asiatiques, avait appelé à ce que tous les Asiatiques soient expulsés du pays. Simon Sia le devance lors de l'élection, mais les deux hommes sont battus par la candidate Julie Soso,. Candidat malheureux à nouveau en 2017, en 2022 il est formellement adopté comme membre du clan autochtone Bayantenu du village de Mapara dans les Hautes-Terres. Aux élections de 2022 peu après, il est élu gouverneur des Hautes-Terres orientales, et de ce fait ex officio membre du Parlement national, où il siège sur les bancs de l'opposition avec l'étiquette du parti Congrès national populaire.